# Разаке
Разаке (перс. رزكه) — село в Ірані, у дегестані Челав, в Центральному бахші, шагрестані Амоль остану Мазендеран. За даними перепису 2006 року, його населення становило 1511 осіб, що проживали у складі 375 сімей.

## Клімат
Середня річна температура становить 15,58°C, середня максимальна – 29,26°C, а середня мінімальна – 1,96°C. Середня річна кількість опадів – 678 мм.
| Клімат поселення                              | Клімат поселення | Клімат поселення | Клімат поселення | Клімат поселення | Клімат поселення | Клімат поселення | Клімат поселення | Клімат поселення | Клімат поселення | Клімат поселення | Клімат поселення | Клімат поселення | Клімат поселення |
| Показник                                      | Січ.             | Лют.             | Бер.             | Квіт.            | Трав.            | Черв.            | Лип.             | Серп.            | Вер.             | Жовт.            | Лист.            | Груд.            |                  |
| Середній максимум, °C                         | 10,94            | 11,41            | 13,82            | 18,85            | 22,69            | 26,86            | 29,26            | 29,24            | 26,12            | 22,01            | 17,01            | 12,65            |                  |
| Середня температура, °C                       | 6,45             | 6,92             | 9,31             | 14,36            | 18,20            | 22,36            | 24,79            | 24,77            | 21,63            | 17,52            | 12,52            | 8,17             |                  |
| Середній мінімум, °C                          | 1,96             | 2,42             | 4,82             | 9,87             | 13,69            | 17,88            | 20,31            | 20,28            | 17,15            | 13,04            | 8,04             | 3,68             |                  |
| Норма опадів, мм                              | 73               | 58               | 55               | 31               | 29               | 23               | 17               | 34               | 68               | 114              | 93               | 83               |                  |
| Середньомісячна швидкість вітру, м/с          | 1.78             | 2.40             | 2.51             | 2.40             | 2.40             | 2.18             | 2.06             | 2.10             | 1.94             | 2.02             | 2.04             | 1.90             |                  |
| Середньомісячна сонячна радіація, кДж/м²·день | 8642             | 10875            | 13007            | 16171            | 19623            | 21372            | 21418            | 19147            | 15693            | 12392            | 9935             | 8117             |                  |
| --------------------------------------------- | ---------------- | ---------------- | ---------------- | ---------------- | ---------------- | ---------------- | ---------------- | ---------------- | ---------------- | ---------------- | ---------------- | ---------------- | ---------------- |
| Джерело:                                      |                  |                  |                  |                  |                  |                  |                  |                  |                  |                  |                  |                  |                  |